# Kongregace sester premonstrátek
Kongregace sester premonstrátek (ve zkratce SPraem uváděné za jménem) byla založena 27. dubna 1902 strahovským premonstrátem Vojtěchem Frejkou na Svatém Kopečku. Stejně jako premonstrátské kanovnice, jejichž kláštery v českých zemích byly zrušeny v rámci reforem Josefa II., se řídí řeholí sv. Augustina, avšak na rozdíl od nich nepodléhají přísné klauzuře, nýbrž se vedle kontemplace zabývají i vnější činností (např. prací ve farnostech, péčí o nemocné apod.). V roce 1939 byla kongregace rozdělena na dvě provincie – českomoravskou (se sídlem na Svatém Kopečku) a slovenskou (se sídlem ve Vrbovém). V České republice dnes působí dvě komunity - na Svatém Kopečku a v Humpolci.